# Istra
Istra (ru. И́стра) este un oraș din Regiunea Moscova, Federația Rusă și are o populație de 33.652 locuitori.
Orașul Istra este înfrățit cu orașul Mioveni din România.